# CLOB
CLOB – kolekcja danych znakowych w systemach zarządzania bazą danych. Obiekty CLOB są najczęściej przechowywane w wydzielonym miejscu, odwołanie do którego znajduje się w tabeli. Przykładowo systemy zarządzania bazą danych Oracle oraz DB2 dostarczają typu nazwanego wprost CLOB. Wiele innych systemów zarządzania bazą danych obsługuje w jakiejś formie ten typ danych często oznaczany jako text lub też long character.
Typ danych CLOB charakteryzuje się często bardzo dużymi limitami na rozmiar, najczęściej 2 GB lub więcej. Zwiększenie długości do takich rozmiarów odbywa się najczęściej kosztem ograniczenia liczby metod, którymi można operować na tym typie. W szczególności niektóre systemy zarządzania bazą danych uniemożliwiają użycie pewnych klauzul SQL, takich jak LIKE lub SUBSTRING na typie CLOB. Aby umożliwić dostęp do danych najczęściej dostarczane są alternatywne metody, włączając w to wyodrębnianie lub wstawianie fragmentów danych do pól CLOB.
Sposoby przechowywania obiektów CLOB mogą różnić się od siebie w poszczególnych systemach zarządzania bazą danych. Niektóre systemy zawsze przechowują CLOBy jako odnośniki do danych przechowywanych poza tabelami, podczas gdy inne przechowują mniejsze CLOBy łącznie z danymi tabel, zmieniając jednak miejsce przechowywania gdy rozmiar danych zwiększy się ponad określony limit. Z kolei inne systemy pozwalają dowolnie konfigurować miejsce zapisywania takich danych.
Dane typu CLOB różnią się od danych typu BLOB tym, iż posiadają określone kodowanie znaków.